# Bronzekopf im The Roman Baths Museum

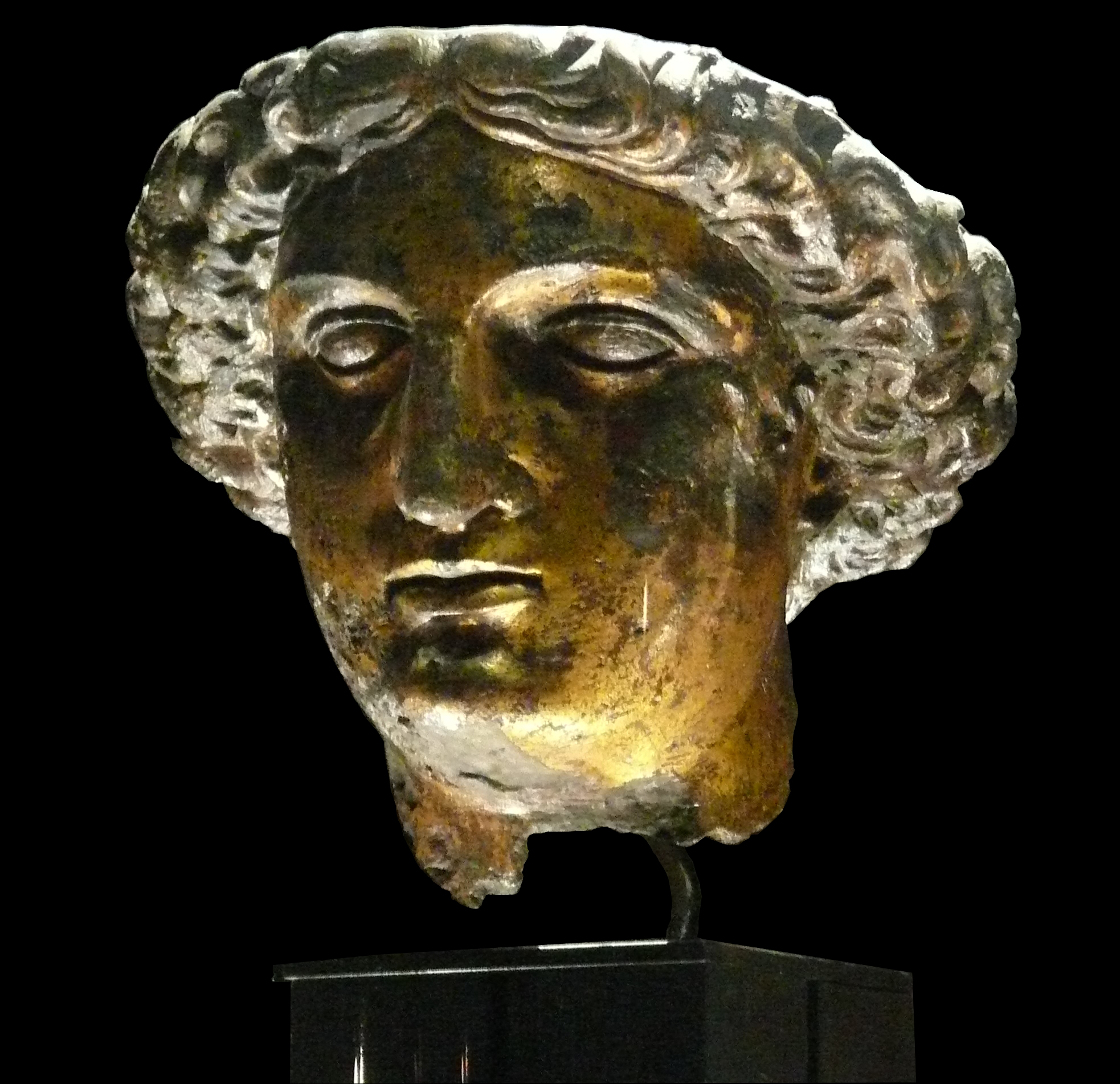
Der Bronzekopf, Roman Baths Museum Inv. 1978.1

Der Bronzekopf im Roman Baths Museum in Bath (England, das antike Aquae Sulis) wurde am 12. Juli 1727 bei Bauarbeiten in der Stall Street in Bath gefunden. Er besteht aus vergoldeter Bronze und ist etwas mehr als lebensgroß (24,7 cm hoch). Das Gesicht ist eher ausdruckslos modelliert und von Locken umgeben. Auf dem Kopf befand sich einst wahrscheinlich eine separat gearbeitete Krone. Am Hals ist der Kopf vom restlichen Körper getrennt; es kann vermutet werden, dass er von der einstigen Statue abgeschlagen wurde, die nicht erhalten ist. Dies geschah wahrscheinlich schon im Altertum.
In Bath wurde Sulis-Minerva verehrt und es ist wahrscheinlich, dass der Kopf diese Gottheit darstellt, da er ganz in der Nähe oder vielleicht sogar innerhalb des Tempelkomplexes der Sulis Minerva gefunden wurde. Der genaue Fundort lässt sich heute nicht mehr rekonstruieren, doch führt die heutige Stall Street auch über den antiken Tempelbezirk, sodass es möglich ist, dass der Kopf innerhalb der Grenzen dieses Bezirkes gefunden wurde. Wahrscheinlich handelt es sich sogar um die Kultstatue im Tempel.